# Aulnay-sous-Bois
Aulnay-sous-Bois è un comune francese di 83.151 abitanti situato nel dipartimento della Senna-Saint-Denis nella regione dell'Île-de-France.

## Geografia fisica
Aulnay-sous-Bois è situata a 16 km a nord-est del centro di Parigi.
Sorgendo nel luogo dove s'incrociano le autostrade A1 ed A3, pochi chilometri prima che esse incontrino poi separatamente il Boulevard périphérique di Parigi (la prima a Porte de la Chapelle e la seconda a Porte de Bagnolet), Aulnay fa parte della cintura di banlieue che circondano la capitale francese.

## Etimologia
“Aulnay” è un toponimo francese comune e potrebbe derivare dal latino medievale alnetum che significa letteralmente ‘ontaneto’ dagli ontani (francesi: aulnes) che coprivano il territorio di Aulnay-sous-Bois in tempi antichi. Una derivazione alternativa è che Aulnay prenda il nome dalla sua posizione nel pagellus alnetenis - il Paese degli Aulnaye.
Aulnoye o Aunois era una piccola area agricola dell'Île-de-France. Comprendeva una dozzina di villaggi e frazioni sparsi tra boschetti, prati e boschi. Il villaggio era circondato dalla foresta di Bondy, che copriva gran parte della zona nord-orientale di Parigi.
In precedenza la località portava i nomi di Aunay, Aunais, Anay, Aunoye, Aulnaye, Aulnay-la-Fosse, Aulnay-en-France (XV secolo), diventando Aulnay-lès-Bondy (cioè “Aulnay di Bondy”) nel 1787. Il comune è stato rinominato Aulnay-sous-Bois (cioè “Aulnay sotto il bosco”) il 5 gennaio 1903, in riferimento all'antica foresta di Bondy. Anche altri nomi di comuni vicini (Clichy-sous-Bois, Les Pavillons-sous-Bois e Rosny-sous-Bois) fanno riferimento alla stessa foresta.

## Storia
L'area fu originariamente colonizzata intorno al 6000 a.C. (resti ritrovati nella Valle di Sausset). Tra il IV e il II secolo a.C., i contadini vivevano intorno a una “villa” appartenente a Sabinus - la Fattoria di Savigny. Due località indipendenti dalla parrocchia di Saint Sulpice erano Savigny e Nonneville, annesse all'attuale villaggio. Fino al XV secolo i signori portavano il nome di d'Aulnay. Il signore Jacques Coitier passò la successione ai suoi eredi attraverso il nipote alla famiglia Gourgues. Durante l'epoca napoleonica il territorio di Aulnay fu interessato dallo scavo del canal de l'Ourcq: i lavori iniziarono nel 1803 e il segmento fu aperto tra Parigi e Claye nel 1813.
Nel 1875 la Compagnie du Chémin de fer du Nord aprì una stazione sulla nuova linea Parigi-Soissons. Lo sviluppo di Aulnay fu in gran parte dovuta a questo evento. Nel 1883, da un porzione della foresta di Bondy, iniziò a sorgere a sud il quartiere del Parc. Negli anni successivi la convivenza tra la comunità rurale del paese storico di Aulnay e quella più urbana del Parc fu difficile. Si parlò addirittura di tagliare il comune in due: Aulnay-les-Bondy (paese storico) e Aulnay-sous-Bois per Parc. La popolazione di Aulnay passò da 780 abitanti nel 1885 a 1.012 nel 1886. Nel 1896 il consiglio comunale era composto per lo più da abitanti di Parc, ma si occupò dello sviluppo dell'intero territorio di Aulnay. A sud furono costruiti una scuola, un ufficio postale, strade e ponti. La creazione di “treni operai” da parte della Ferrovia del Nord francese attirò molti lavoratori ad acquistare terreni. Le grandi proprietà iniziarono a frammentarsi. Parc fu venduto in lotti. Tentati dal verde della periferia di Parigi, i parigini acquistarono terreni e trasformarono il luogo in una zona residenziale e di villeggiatura.
All'inizio del XX secolo Aulnay è cresciuta grazie all'aumento del traffico ferroviario e all'insediamento di industrie. Il 5 gennaio 1903 la città assunse la denominazione di Aulnay-sous-Bois. Nel settembre 1914 Aulnay fu salvata dall'occupazione militare tedesca grazie alla controffensiva durante la prima battaglia della Marna. Nel 1924 entrò in funzione l'azienda di radiatori che diede lavoro a 2.300 operai. Anche altre piccole industrie meccaniche o chimiche si trasferirono ad Aulnay. Tra il 1920 e il 1931 fu completata la maggior parte dei complessi residenziali. Nel 1935 la popolazione dei complessi residenziali rappresentava circa il 40% della popolazione totale di Aulnay. Nel 1955 la grande area rurale a nord del comune iniziò a essere urbanizzata: vennero progettati e costruiti grandi complessi residenziali plurifamiliari. Nel 1962 fu costruito il primo gruppo di edifici a Merisiers.
Nel 1969 e nel 1970 fu costruita una zona residenziale di 3.000 unità abitative nel quartiere di Rose des Vents. Nel 1971 la società Citroën aprì la sua prima fabbrica nella regione parigina a nord della città. Nel 1985 Aulnay era completamente urbanizzata. A quella data l'estensione della parte settentrionale e la creazione di zone industriali erano completate. Molte strutture sono state aggiunte nei quartieri e hanno dato alla città il suo volto attuale.
Aulnay è balzato agli onori della cronaca nei giorni a cavallo tra ottobre e novembre del 2005, quando è stato tra i protagonisti maggiori nella rivolta delle banlieus parigine.

## Società

### Evoluzione demografica
Abitanti censiti

## Economia
Ad Aulnay hanno sede uno stabilimento della l'Oréal ed uno del gruppo PSA (Peugeot-Citroën).

## Infrastrutture e trasporti

### Strade
La principale via d'accesso ad Aulnay-sous-Bois sono le autostrade A3 e A104.

### Ferrovie
Aulnay-sous-Bois è servita da una propria stazione ferroviaria servita dai treni della Linea RER B, da quelli suburbani della linea K del Transilien e dalla linea 4 del tram dell'Île-de-France.